# Gerendal

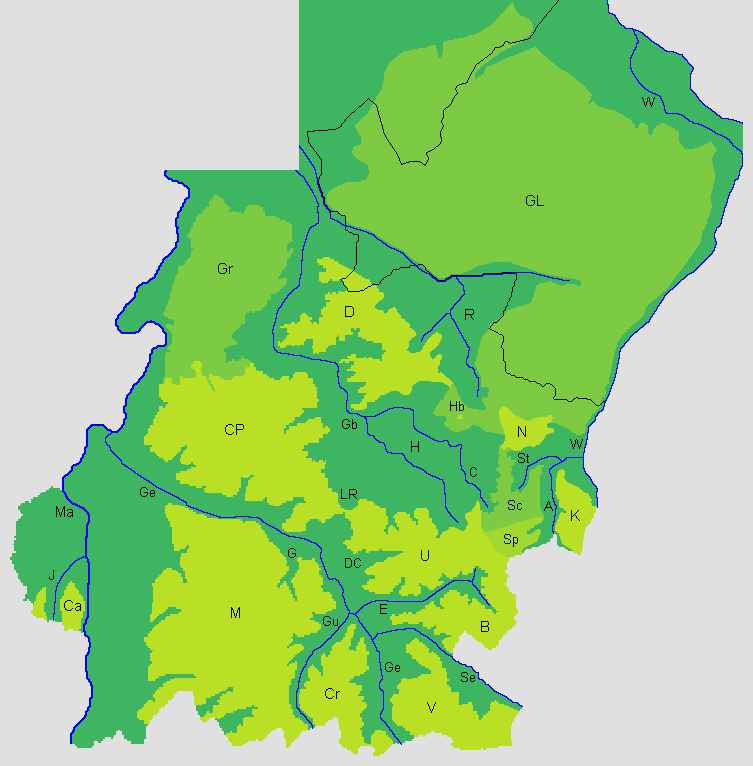
G. Gerendal

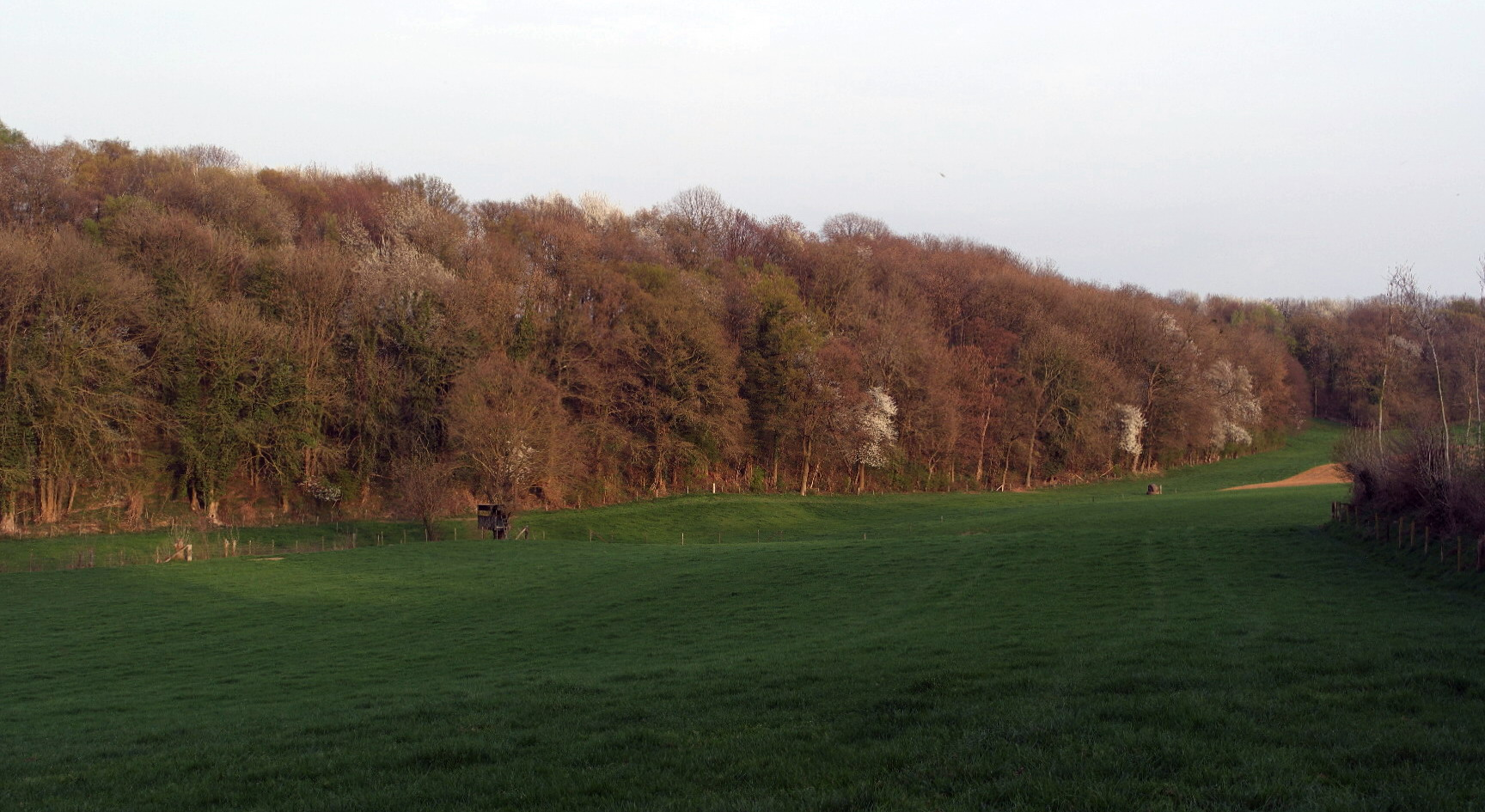
Avondzon in het Gerendal

Het Gerendal is een natuur- en wandelgebied in Nederlands Zuid-Limburg op de grens van de gemeenten Valkenburg aan de Geul en Eijsden-Margraten.

## Beschrijving
Het Gerendal betreft met name een ruim drie kilometer lang asymmetrisch droogdal, gelegen tussen het Geuldal in het noorden bij Schin op Geul en het plateau van Margraten bij Scheulder in het zuiden. Aan de oostzijde van het dal ligt een doorlopende en steile beboste kalkrijke helling. De bossen worden op enkele plekken onderbroken door soortenrijke kalkgraslanden met talrijke soorten orchideeën. Achter deze helling met heuvelrug ligt een klein dal (de Kleingracht) met daarachter de Sousberg en de Keutenberg. Aan de westzijde van het Gerendal ligt onder andere het Sint-Jansbosch met daarin de Groeve Gerendal.
Het Gerendal is landschappelijk nog erg gaaf en bovendien erg stil aangezien er geen autoverkeer is toegestaan. Wel is er bij het gehucht Strucht een parkeerplaats. Een wandeling van twee kilometer voert naar het centrale deel van het dal met de Orchideeëntuin Gerendal, nabij de boswachterswoning. De tuin, die geopend is in de bloeitijd van de orchideeën (mei, juni), trekt jaarlijks circa 5000 bezoekers. Deze is aangelegd om een te druk bezoek van orchideeënrijke bossen en weiden te voorkomen. Niet alleen de grote collectie orchideeënsoorten, maar ook de vergezichten zijn er interessant.

## Eigendom en beheer
Het grootste deel van het Gerendal, zo'n 225 ha, is eigendom van het Staatsbosbeheer. Ook de Vereniging Natuurmonumenten heeft hier eigendommen, met name het Oombos. 
De kalkgraslanden op de hellingen worden deels begraasd door schapen, deels gemaaid. De bossen worden deels beheerd als opgaand bos, deels als hakhoutbos. Dat laatste bostype is relatief kostbaar qua onderhoud, maar lijkt veruit het meest op de historische situatie en herbergt kalkminnende plantensoorten die in als opgaand bos beheerde percelen op den duur verloren gaan.

## Galerij

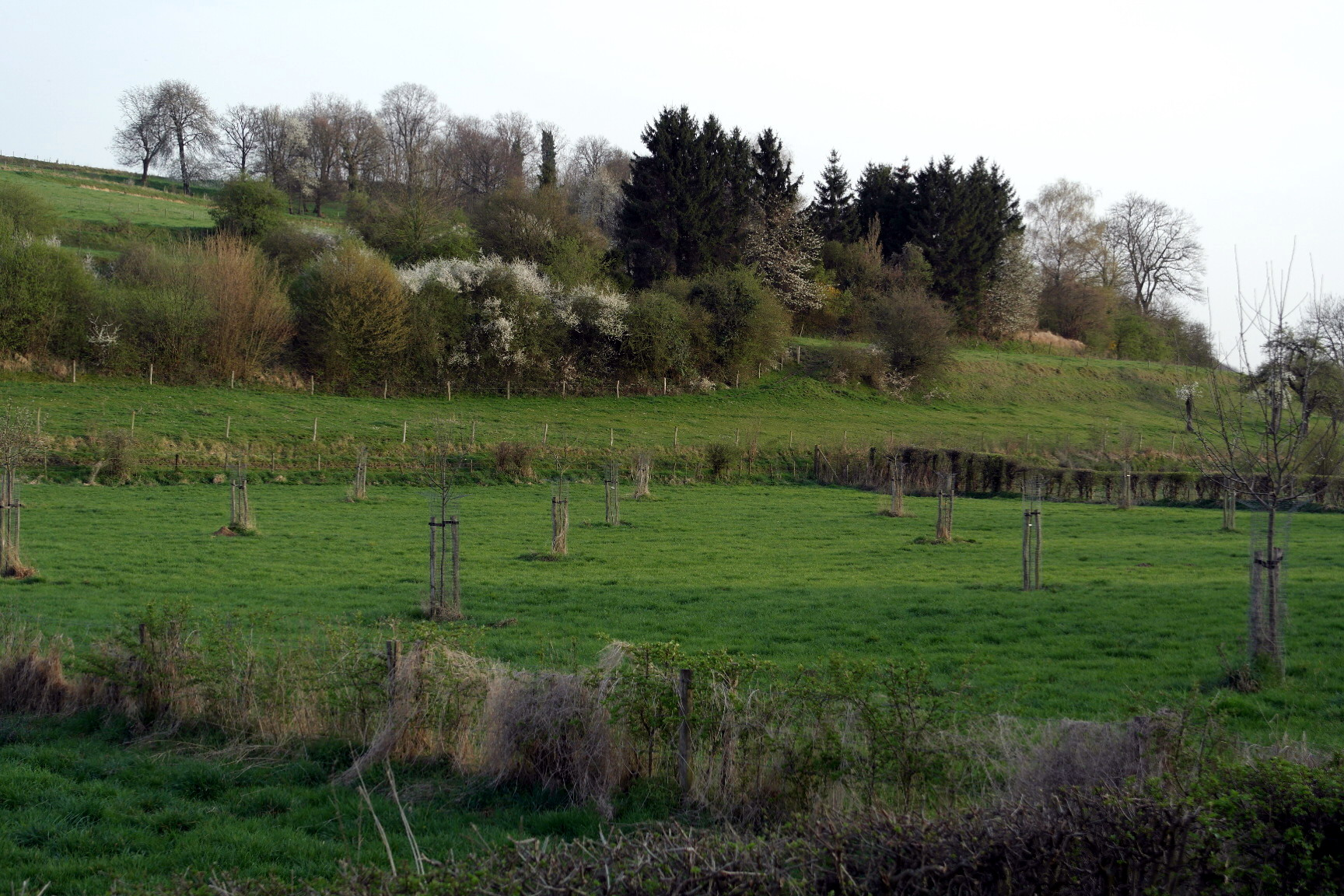
Gerendal bij Oud-Valkenburg
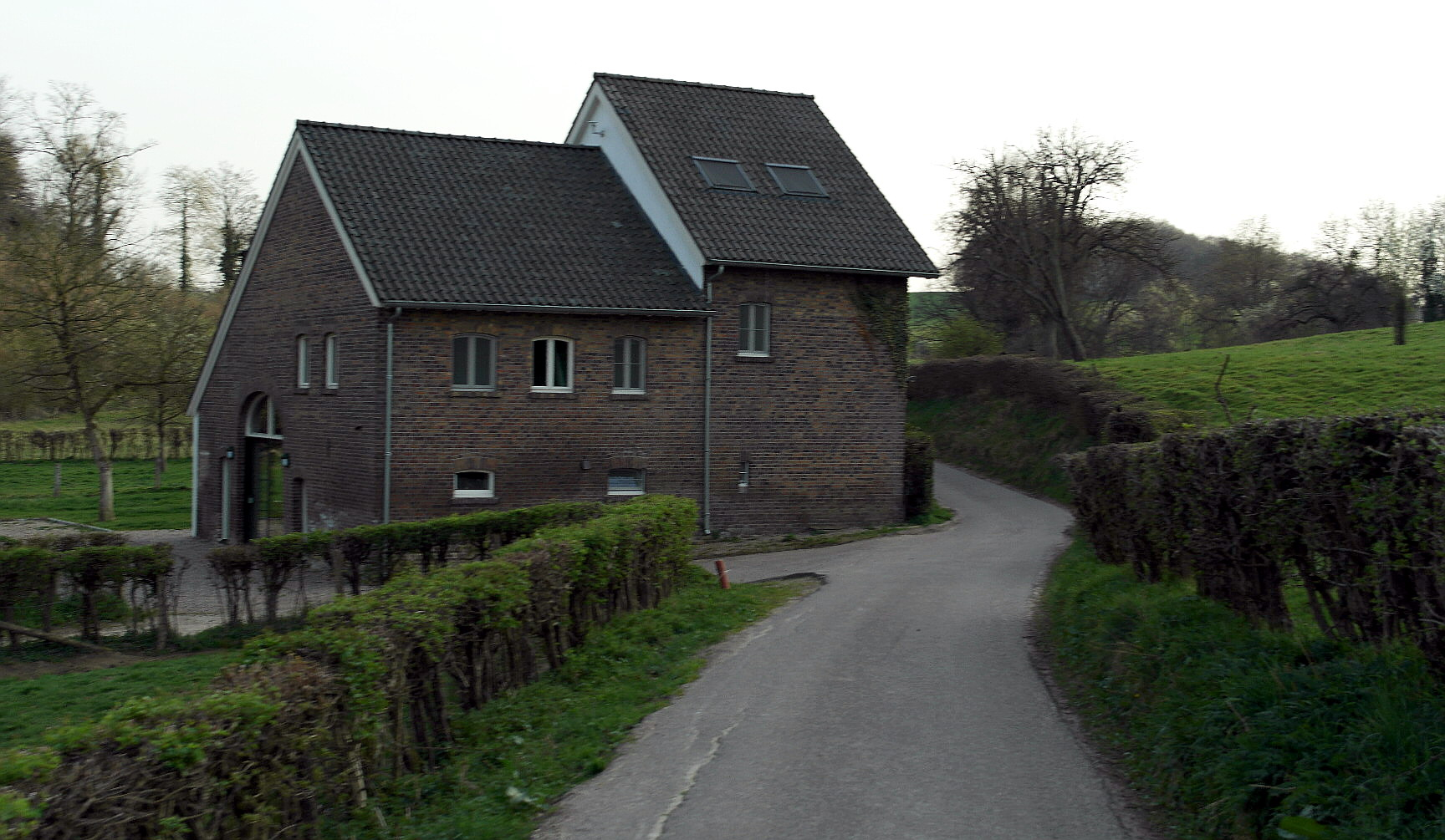
Eenzaam huis
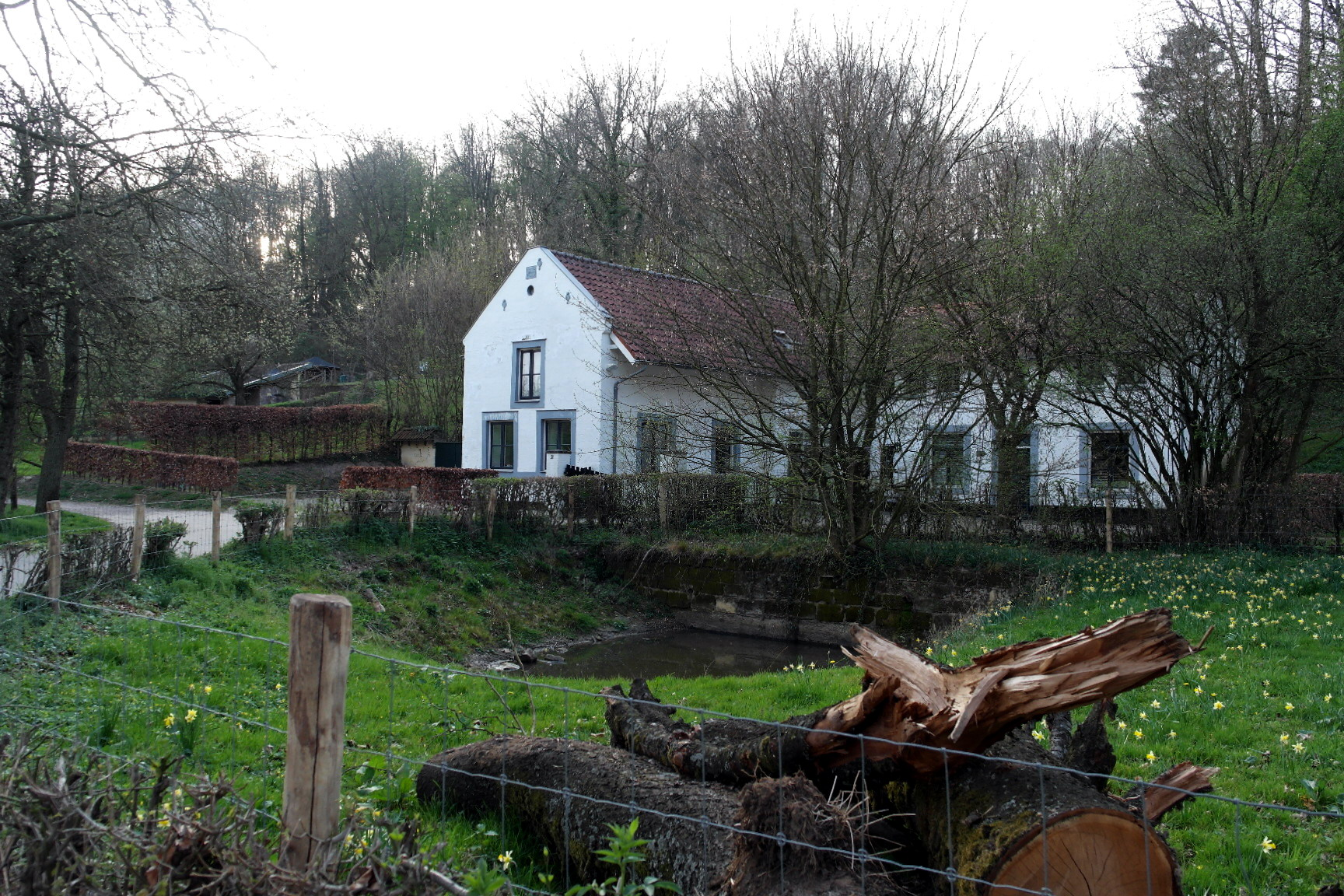
Boswachterswoning
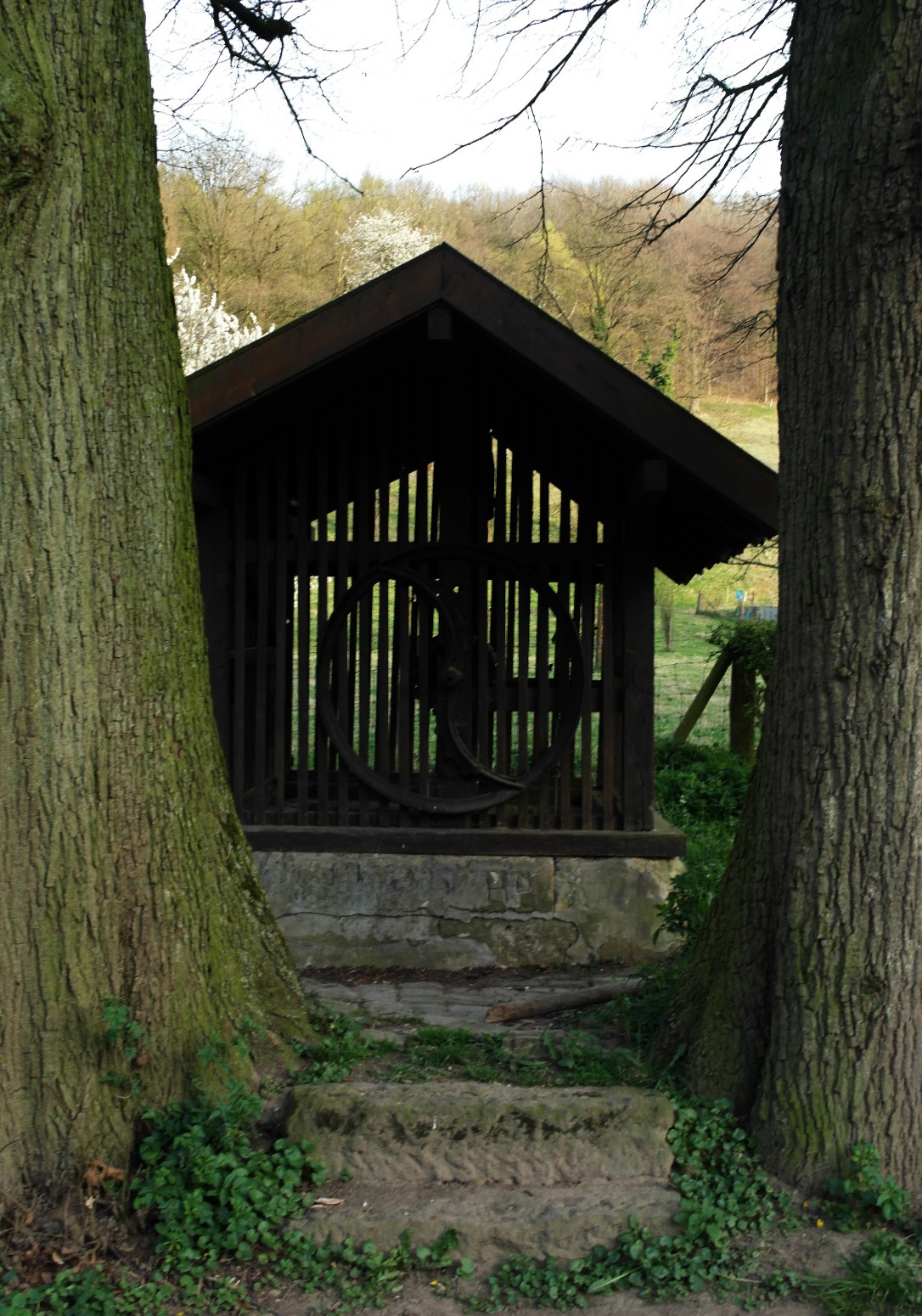
Waterput
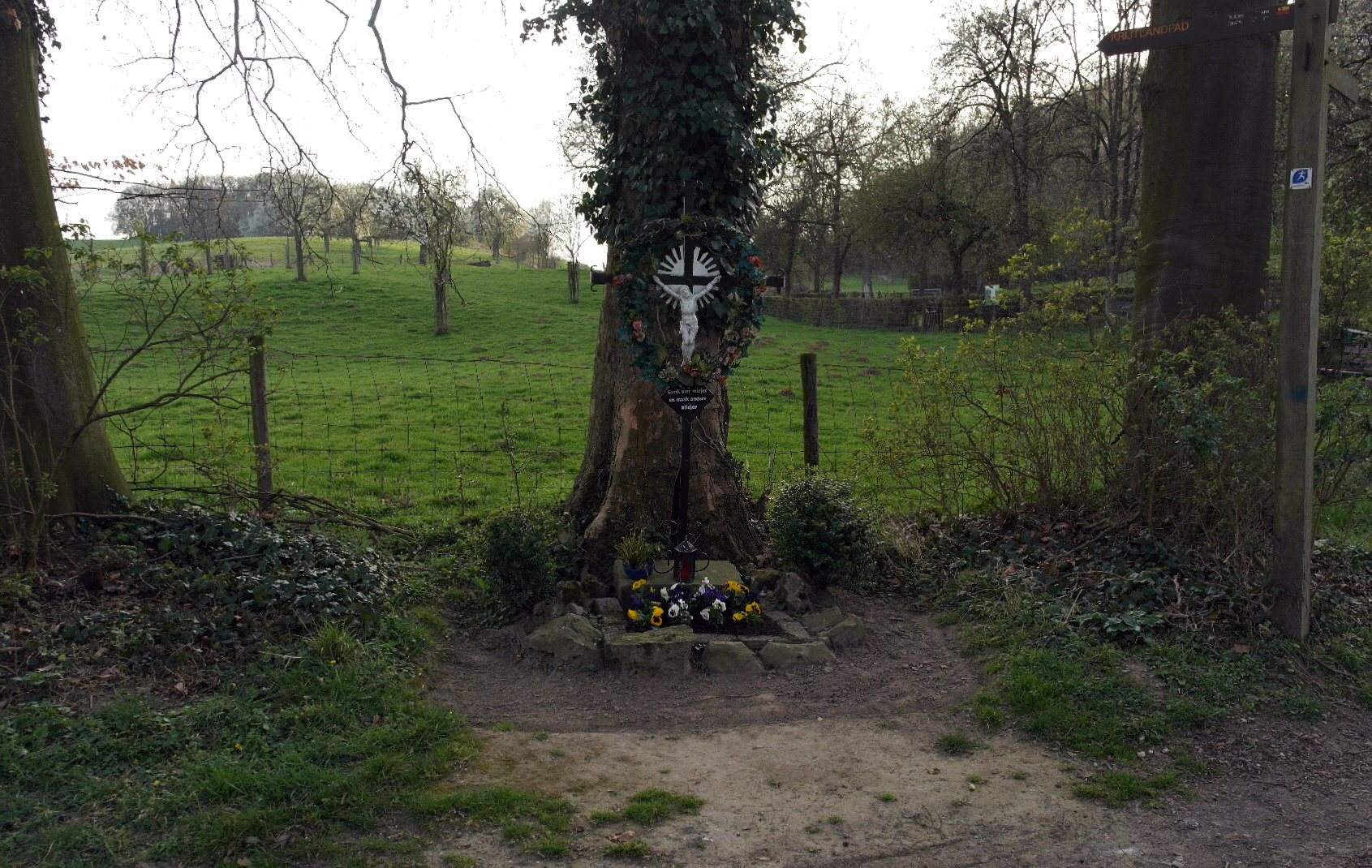
Wegkruis
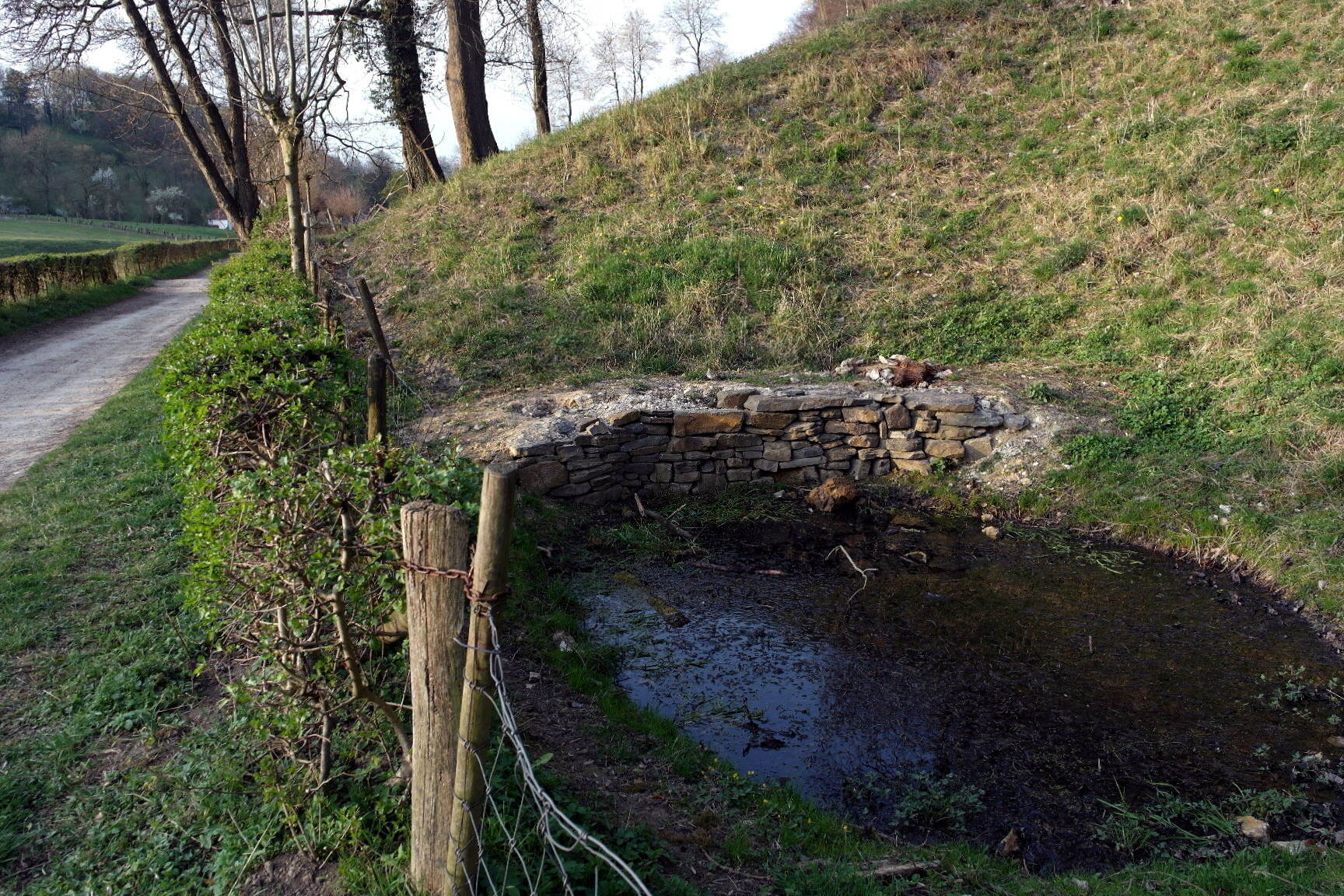
Waterpoel
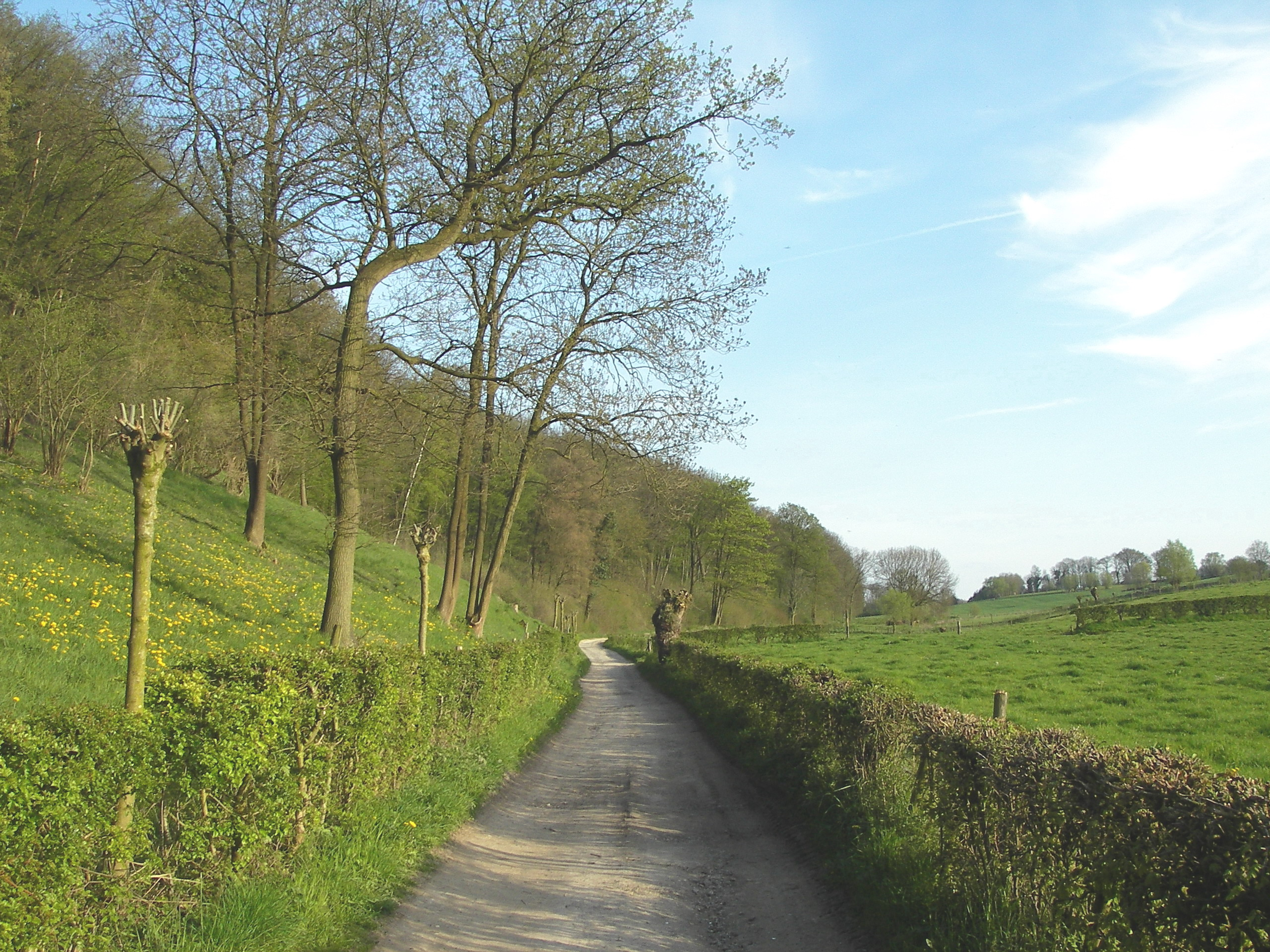
Weg met meidoornhagen
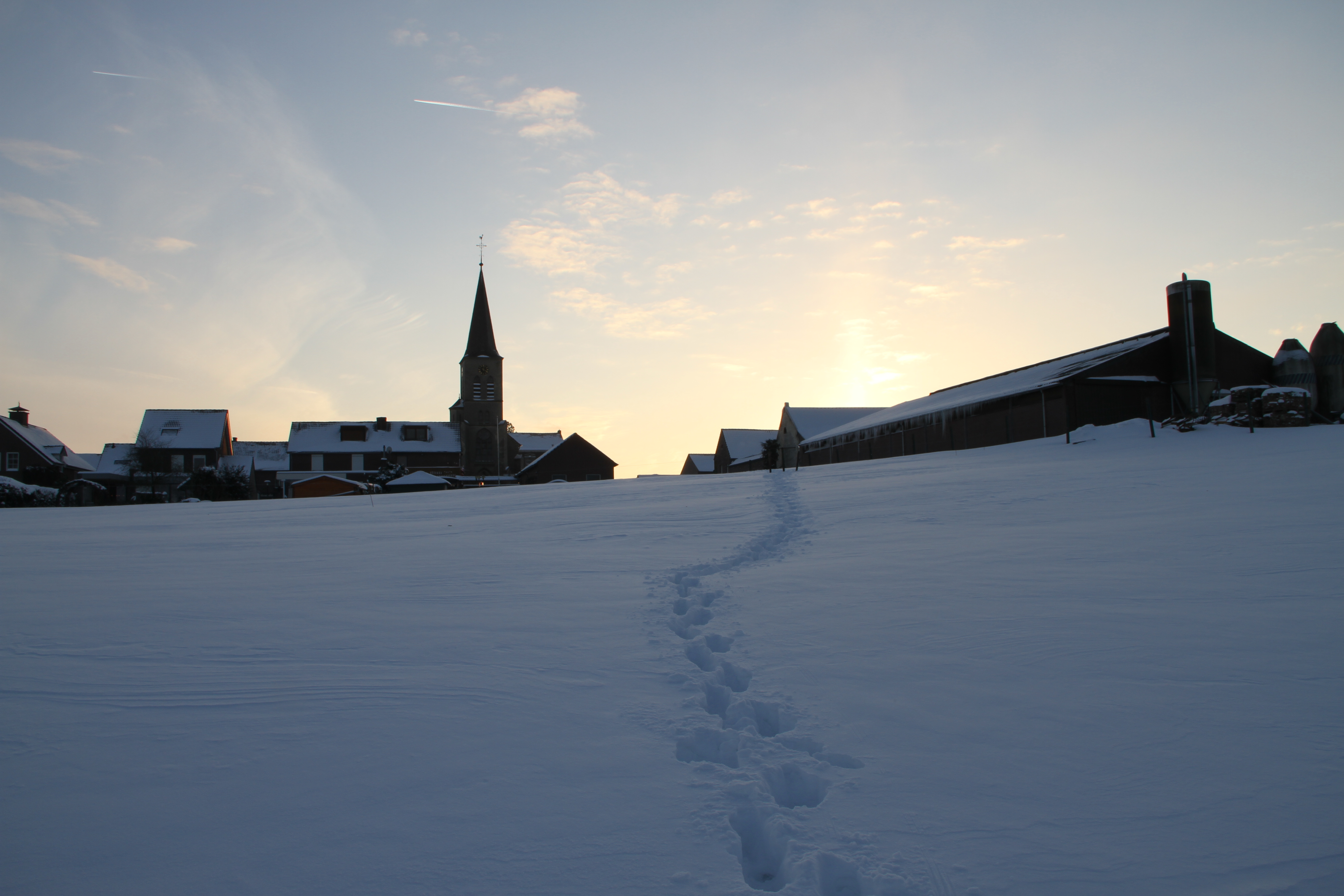
Scheulder, komende uit het Gerendal
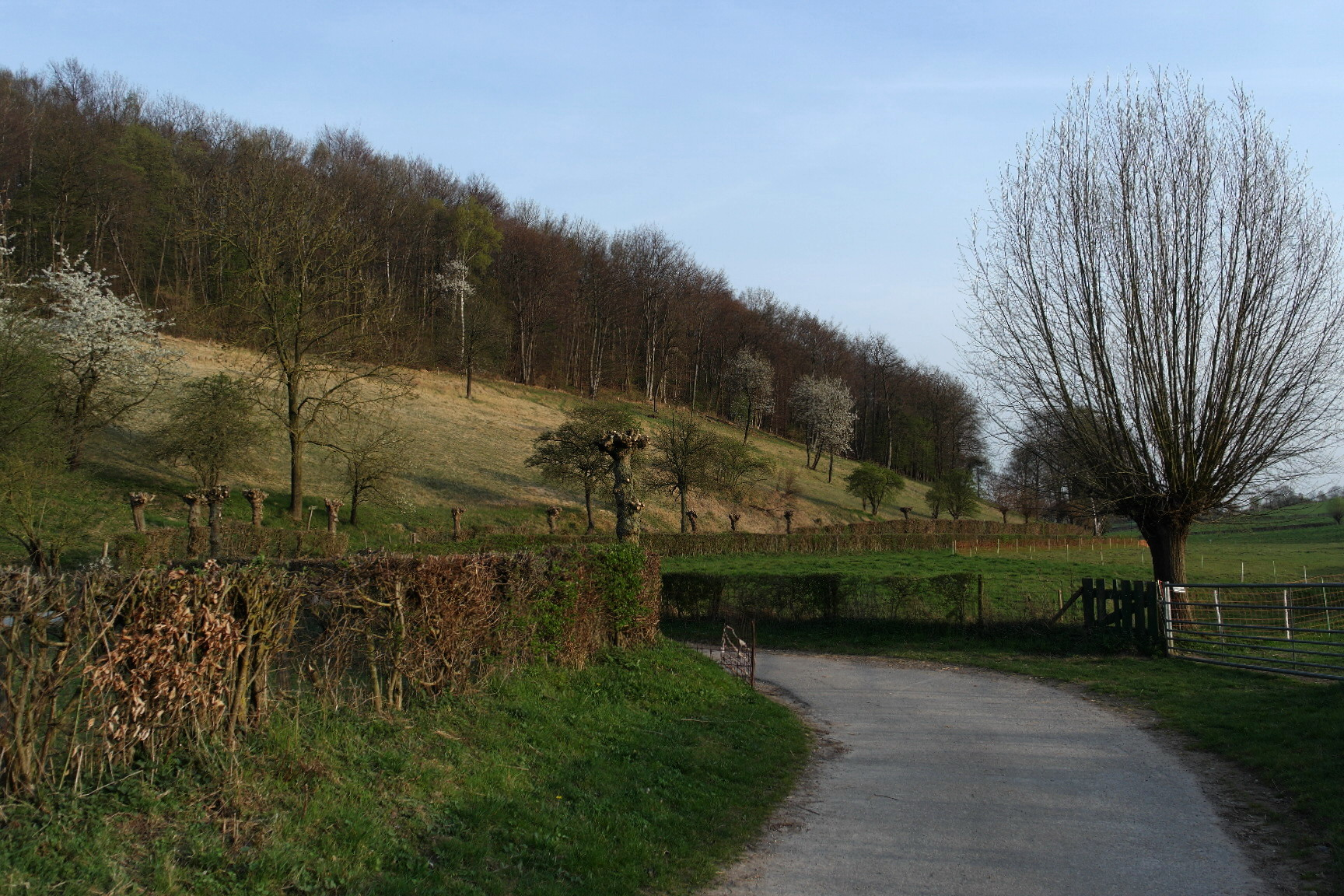
Weg naar Scheulder
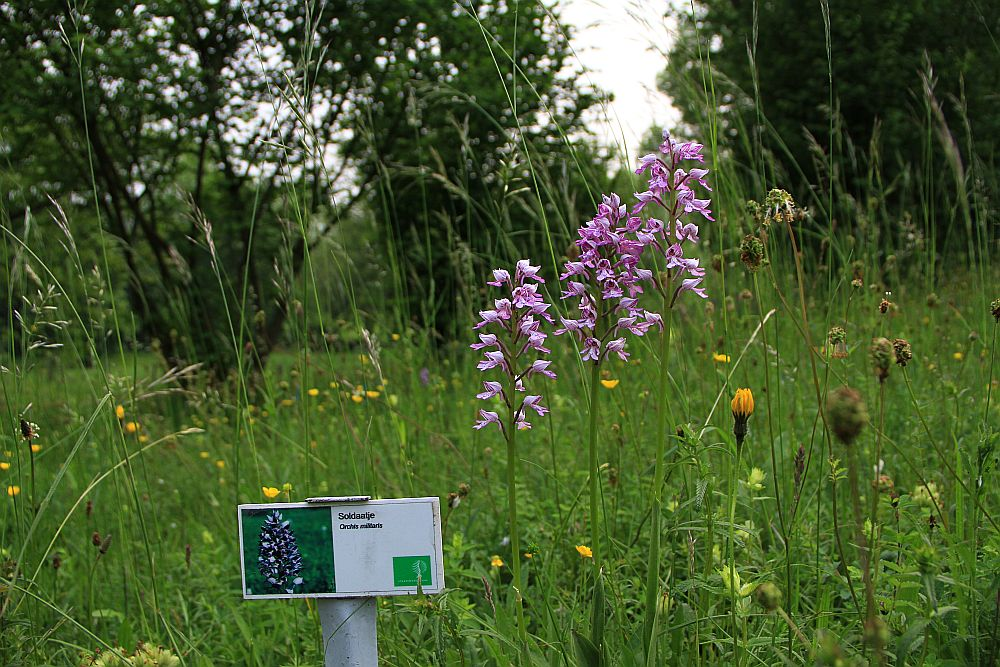
Soldaatje

## Trivia
- In 2014 verscheen een serie postzegels met afbeeldingen van tien wilde orchideeën uit het Gerendal, onder meer het soldaatje, het hondskruid en de poppenorchis. Het project was een samenwerkingsverband tussen PostNL, Staatsbosbeheer en Natuurmonumenten.[1]